# Diecéze Crema
Diecéze Crema (latinsky Dioecesis Cremensis) je římskokatolická diecéze na území Itálie se sídlem v městě Crema, kde se nachází katedrála Nanebevzetí P. Marie. Je sufragánní vůči milánské arcidiecézi a tvoří součást italské církevní oblasti Lombardie; je nejmladší a nejmenší diecézí této církevní provincie. Současným biskupem je Daniele Gianotti.

## Stručná historie
Již v 15. století se Benátská republika snažila o vytvoření diecéze na tomto svém teritoriu, Úspěšnější byl až pokus sv. Karla Boromejského, který vedl k vytvoření diecéze v roce 1580. Byla sufragánní vůči sufragánní vůči milánské arcidiecézi, s výjimkou let 1582–1835, kdy byla sufragánní vůči arcidiecézi boloňské.